# Lycaenopsis latimargo
Lycaenopsis latimargo är en fjärilsart som beskrevs av Matsumura 1929. Lycaenopsis latimargo ingår i släktet Lycaenopsis och familjen juvelvingar. Inga underarter finns listade i Catalogue of Life.